# Civitas Pacensis
Civitas Pacensis, Civitas Pacis o Pax Iulia se corresponde con el nombre que en la época del emperador Augusto recibía la actual ciudad de Beja (Bajo Alentejo, Portugal). 
La antigua Pax Iulia era la capital del Conventus Pacencis que, juntamente con el Conventus Scallabitanus (Santarém) y Conventus Emeritensis (Mérida), constituían los tres territorios administrativos en que se dividía la provincia de Lusitania en la época de Augusto.

## El gentiliciopacense

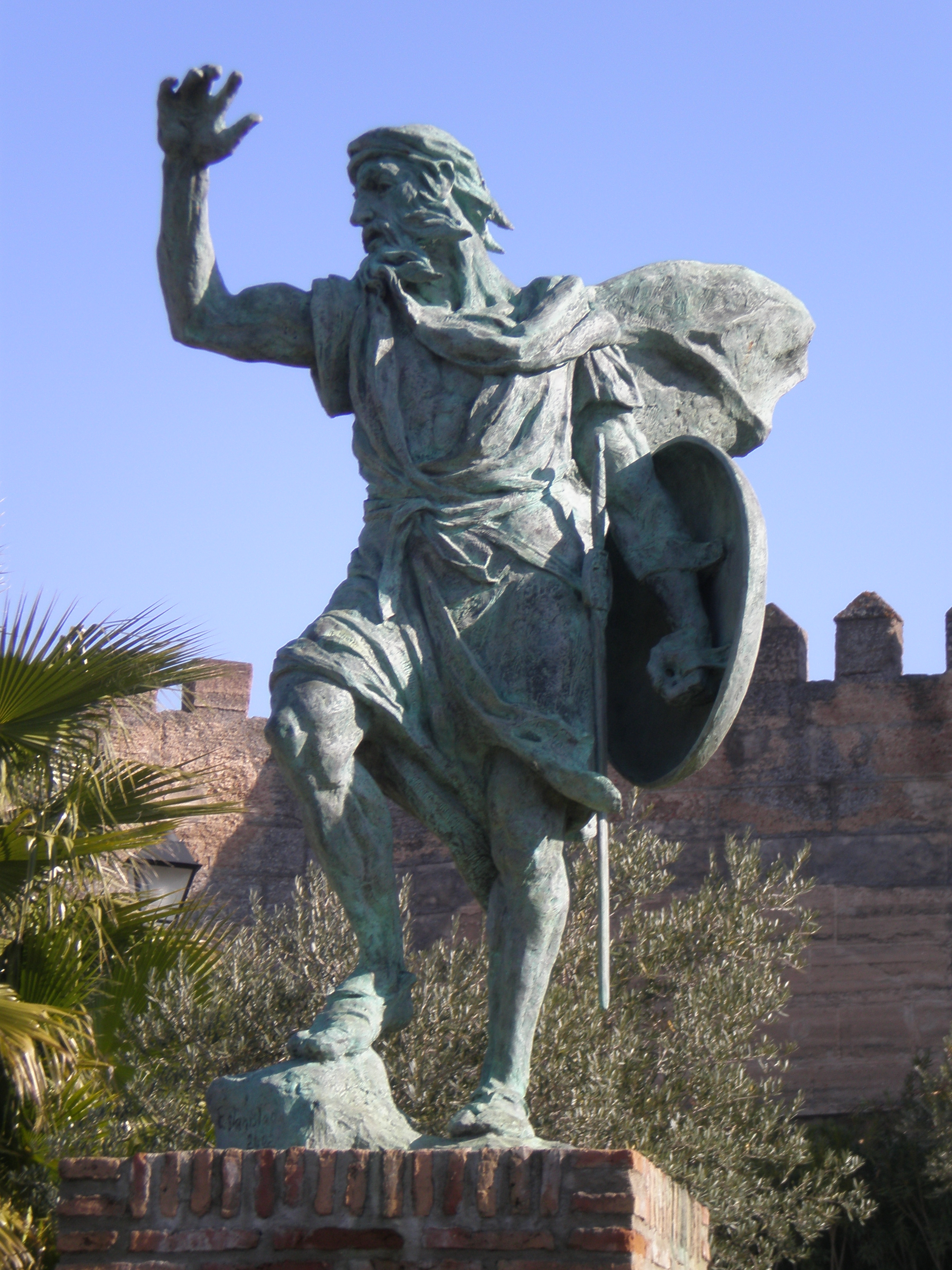
Ibn Marwan, fundador de Badajoz. Obra del escultor Estanislao García.

Debido a la antigua denominación de Beja, Civitas Pacensis, sus habitantes tienen por gentilicio pacenses.
Hasta el siglo XX se consideró la hipótesis de que Pax Augusta fuese el nombre de la población romana que se aplicó a Badajoz (Extremadura, España), y por tanto su variante culta, de donde derivaría usar el gentilicio de pacense para referirse a los naturales de Badajoz. Así por ejemplo, el mapa del cartógrafo flamenco Gerardus Mercator, titulado Castillae veteris et novae descriptio, publicado en 1606, se cita a Badajoz con nombre culto Pax Augusta. 
Según los estudios actuales, donde hoy se localiza Badajoz no hubo ciudad en la época romana y tal vez sólo caseríos o alquerías. La ciudad de Badajoz no fue constituida hasta su fundación el año 875 por Ibn Marwan sobre una localidad y asentamiento visigodo anterior. 

### Orígenes del error
Diversos tratadistas del siglo XX han demostrado que el origen del gentilicio pacense para Badajoz se debe a un error datado de la época de la conquista de Badajoz por Alfonso IX de León, acaecida en 1230. En 1255 se restaura la diócesis de Badajoz y los eclesiásticos de la época, por razones no muy claras, le dan el nombre de diócesis pacensis, olvidando u obviando que el nombre Civitas Pacensis aludía a la ciudad portuguesa de Beja (distante unos 160 kilómetros de Badajoz). La serie cronológica de obispos de Badajoz se inicia con fray Pedro Pérez, quien inicia la construcción de la catedral en 1255, cuya edificación concluiría en el siglo XVIII, unos 500 años después. Por tanto, la diócesis pacensis en Badajoz no existió en época romana o visigoda. 
Se ha señalado también el hecho de que, desde que se fundó Badajoz, la presencia de cristianos en la ciudad fue prácticamente continua y propició el traslado del obispado desde la ciudad de Mérida, que aunque había sido la sede oficial, el obispo y cabildo vivían en Badajoz.
Se apunta que el origen del nombre de la ciudad de Badajoz fue derivando desde un topónimo anterior hacia el actual, con variantes documentadas como Bataliús, Batalioz, Badalioz, Badalianzu, Badalocio, Badalonçe, Badalloi, Badallocio, Badallontio, Badallioz, Badalloç, Badajoç y otras construcciones con metátesis de los mismos vocablos. Otra posibilidad es asentar su origen en la expresión árabe balad al yawz (tierra de nogales) como sugería Fray Diego de Guadix en 1593.
Los últimos estudios arqueológicos que se han realizado en la alcazaba árabe de Badajoz, podrían desvelar el secreto de Pax Augusta. Se ha demostrado que bajo el gran manto de tierra existe un yacimiento arqueológico importante y de gran valor histórico ya que se trata de la alcazaba más grande del mundo que se conserva y la tercera más importante de Europa, a la espera de fondos económicos para seguir con los trabajos de excavación y puesta en valor, los ciudadanos de Badajoz (España), desean encontrar su identidad más antigua y recuperar un monumento único en el mundo. Además, debemos tener en cuenta los diferentes yacimientos romanos encontrados dentro del término municipal de Badajoz, así como inscripciones romanas, una necrópolis romana y diversos elementos arqueológicos en el casco urbano.